# 貼心
《貼心》是台灣歌手萬芳的第四張專輯，在1993年9月推出。專輯的第一主打歌是《多事的秋》，而第二主打歌則是《試着了解》，而後者則成為她著名曲目之一。

## 曲目
| 曲序 | 曲名           | 曲         | 詞     | 編曲   | 附註                                                              |
| 01   | 雨後的玫瑰     | 張朵朵     | 蕭雅智 | 洪敬堯 |                                                                   |
| 02   | 試着了解       | 美木 Super | 姚謙   | 盧志銘 | 第二主打歌                                                        |
| 03   | 守候的心       | 蔣三省     | 何厚華 | 盧志銘 |                                                                   |
| 04   | 最怕在人前哭泣 | 尾崎亞美   | 姚若龍 | 張乃仁 | 原曲為尾崎亞美的《流れ星が好き》                                  |
| 05   | 預約失戀       | 和泉常寬   | 王中言 | 張乃仁 |                                                                   |
| 06   | 多事的秋       | 李宗盛     | 李宗盛 | 李正帆 | 第一主打歌                                                        |
| 07   | 戀你           | 中島美雪   | 何啟弘 | 張乃仁 | 第三主打歌 台視《愛愛的日記》片頭曲 原曲為中島美雪的《EAST ASIA》 |
| 08   | 可惜我愛你     | 殷文琦     | 姚謙   | 殷文琦 |                                                                   |
| 09   | 愛恨交織       | 布袋寅泰   | 王中言 | 江建民 | 原曲為今井美樹的《Amour au chocolat》                             |
| 10   | 給我一杯茶     | 錢幽蘭     | 蕭雅智 | 盧志銘 |                                                                   |

## 唱片版本
- CD版
- 錄音帶版